# 喬克托人
喬克托人是美洲原住民中的文明化五部族之一。早期他們分佈於美國東南部。現在主要分佈於密西西比州、加利福尼亞州、俄克拉何马州、德克薩斯州、亞拉巴馬州及路易斯安那州。根據2004年的人口普查，人口為160,000人。

## 名稱
喬克托這個名稱是來自西班牙語「chato」，意思是沼地，以表示喬克托人的聚居地為沼澤地。另外人類學家約翰·里德·斯萬頓認為，喬克托的名稱有可能來自該部族的一位族長。

## 歷史
喬克托族估計於公元前12,000年遷進美國境內東南部地區。 1540年，西班牙征服者赫爾南多·德·索托首度與喬克托族接觸，是喬克托族與歐洲人的首次重大接觸。
於美國獨立戰爭中，喬克托族支持十三州殖民地脫離英國獨立。及後由1795年至1830年，喬克托族與美國政府共簽署了九條條約，逐步將喬克托族的領土瓜分，其中最後三條條約（Treaty of Doak's Stand、Treaty of Washington City、Treaty of Dancing Rabbit Creek）旨在強迫密西西比河以西的喬克托人遷移到印第安领地。當喬克托族與當時的美國總統安德魯·傑克遜簽訂最後條約後，他們在往後三年、分三個階段遷移到印地安領地，成為最早一批參與美國西進運動的原住民民族。從此，喬克托族被分割為兩個主要群組：密西西比州喬克托族、亞拉巴馬州喬克托族。有位喬克托族領袖稱此運動為「充滿淚水和死亡的道路」，因此「血淚之路」成為了美國西進運動的別稱。
南北戰爭期间，大多喬克托族加入美利堅聯盟國。戰後，喬克托族備受忽視，以後的一個世紀時間他們都以務農為生。
第一次世界大戰爆發後，部分喬克托人加入了密碼編譯隊，為美國遠征軍編寫通訊密碼和傳送訊息，並於一場關鍵戰役—阿貢森林戰役中協助協約國取得勝利。到第二次世界大戰，美軍再次起用他們為軍事通訊編碼。

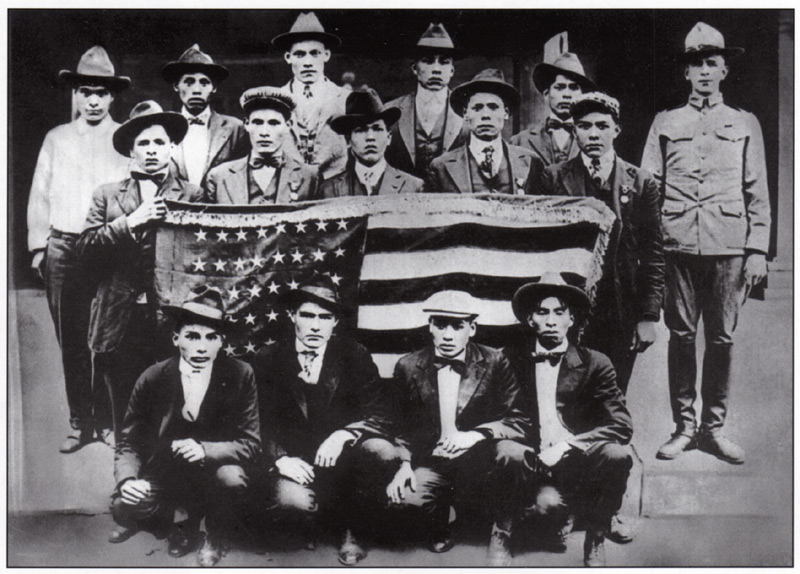
喬克托人於第一次世界大戰受訓成為電台及電報通訊員

1934年，美國總統羅斯福推行印第安人改組法，容許原住民民族成立自己的部族政府，以取得自治權。密西西比州的喬克托族率先於1945年加入這部憲法並成立密西西比州印第安喬克托族政府。其餘地區的喬克托族自治政府亦於二戰後相繼成立。
第二次世界大戰以後，喬克托人以發展商業為主。現今，他們主要經營賭博、電子以及旅遊業，並繼續保持喬克托族的文化和傳統。

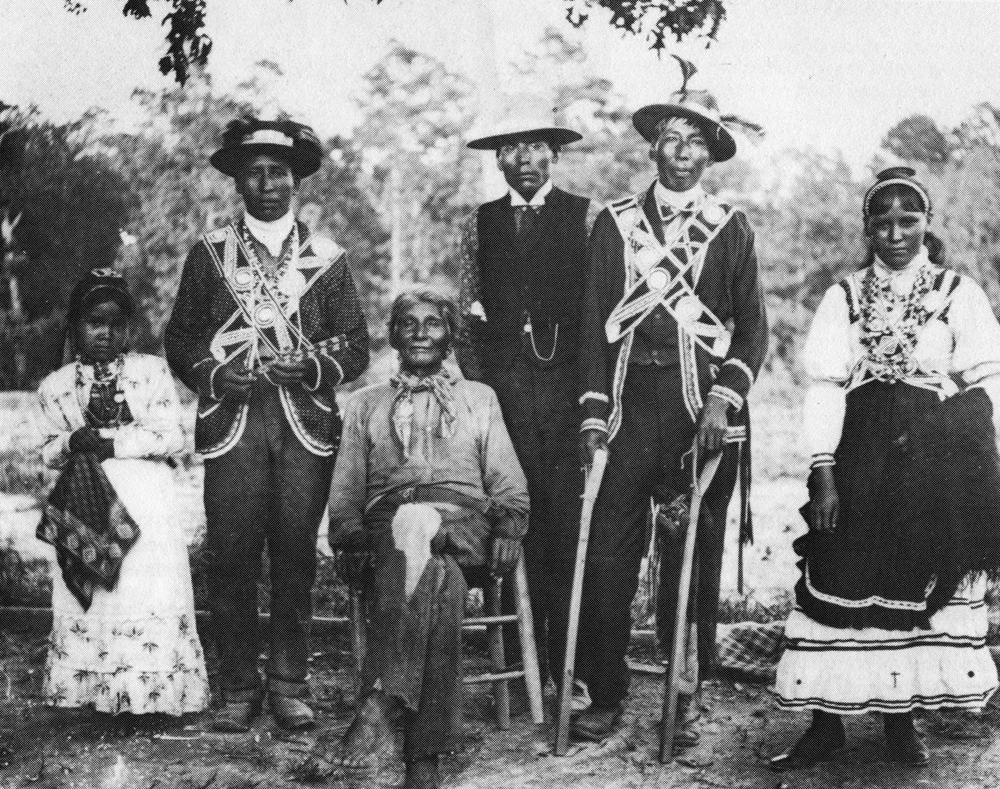
密西西比的喬克托人穿著傳統衣服。攝於1908年

## 外部連結
- 喬克托族各地政府官方網站
  - Mississippi Band of Choctaw Indians （页面存档备份，存于）
  - Choctaw Nation of Oklahoma（页面存档备份，存于）
  - Jena Band of Choctaw Indians（页面存档备份，存于）
  - MOWA Band of Choctaw Indians（页面存档备份，存于）